# II. Rosztyiszláv kijevi nagyfejedelem
II. Rosztyiszláv Rurikovics (oroszul: Ростислав Рюрикович), (1172/1173 – 1218 után) kijevi nagyfejedelem 1204-től 1205-ig.
II. Rurik fiaként született. 1204-ben lett Kijev nagyfejedelme, miután feleségül vette Vszevolod vlagyimiri nagyfejedelem leányát. Trónra léptében közrejátszott az is, hogy Rurik szerzetesi fogadalmat tett, kiszállván a trónért folyó harcból. 1205-ben azonban édesapja kilépett a kolostorból, és a saját kezébe vette Kijev irányítását.

## Fordítás
- Ez a szócikk részben vagy egészben  a(z)   Рюрик Ростиславич (князь киевский) című orosz Wikipédia-szócikk fordításán alapul.  Az eredeti cikk szerkesztőit annak laptörténete sorolja fel. Ez a jelzés csupán a megfogalmazás eredetét és a szerzői jogokat jelzi, nem szolgál a cikkben szereplő információk forrásmegjelöléseként.